# Marche Funebre Productions
Marche Funebre Productions ist ein 2005 initiiertes russisches Independent-Label. Es ist ein Subunternehmen von Stygian Crypt Productions, das auf den Funeral Doom spezialisiert ist und nur selten offizielle Veröffentlichungen herausgibt. Mitunter veröffentlichte das Label mit The Ethereal, Beyond Black Void und Until Death Overtakes Me drei Projekte des belgischen Funeral-Doom-Musikers Stijn van Cauter.

## Katalog
| Interpret                | Titel                   | Format | Jahr | Katalognummer |
| ------------------------ | ----------------------- | ------ | ---- | ------------- |
| The Ethereal             | From Funeral Skies      | Album  | 2005 | MARCH 001     |
| Comatose Vigil           | Not a Gleam of Hope     | Album  | 2005 | MARCH 002     |
| Beyond Black Void        | Desolate                | Album  | 2006 | MARCH 003     |
| Flegethon                | Behind a Side of Times  | Album  | 2008 | MARCH 004     |
| Until Death Overtakes Me | Days Without Hope       | Album  | 2009 | MARCH 005     |
| Funeral Tears            | Your Life My Death      | Album  | 2010 | MARCH 006     |
| Aabsynthum               | Inanimus                | Album  | 2011 | MARCH 007     |
| Cosmic Despair           | Celebration of the Wake | Album  | 2012 | MARCH 008     |
| Funeral Tears            | The World We Lost       | Album  | 2014 | MARCH 009     |